# 未知死亡
《未知死亡》（英語：Ghajini）是一部2008年上映的印度电影，由A·R·穆魯加多斯执导，阿米爾·罕、阿辛·圖圖卡爾和吉雅·罕主演。
它翻拍自同樣由A·R·穆魯加多斯执导的2005年同名电影。但阿米爾·罕称《未知死亡》不只是翻拍，其灵感更多来自克里斯托弗·诺兰2000年执导的电影《记忆碎片》。为拍摄本片，主角阿米爾·罕花费了一年的时间在私人教练的指导下健身锻炼以增强肌肉。衍生出的印度第一款3D电脑游戏中的主角形象来自阿米爾·罕。
本片被认为是带有强烈爱情元素的惊悚片。电影講述一位富商桑傑·辛哈尼亞（英語：Sanjay Singhania，阿米爾·罕飾），在他的未婚妻卡爾帕納（英語：Kalpana，阿辛·圖圖卡爾飾）突然被杀害後患上了順向失憶症，為了为她复仇，他只能通过拍立得相機和身上的刺青作为备忘以提醒自己。

## 角色
- 阿米爾·罕 飾演 桑傑·辛哈尼亞（Sanjay Singhania）與 薩欽·喬漢（Sachin Chauhan）。手機公司老板，患有順向失憶症。
- 阿辛·圖圖卡爾（英语：Asin Thottumkal） 飾演 卡爾帕納（Kalpana）。模特兒，后来成为桑傑的女友。
- 吉雅·罕 飾演 蘇尼塔（英語：Sunita）。醫學院学生，她試圖研究桑傑的问题。
- 普拉迪普·拉瓦特（英语：Pradeep Rawat (actor)） 飾演 伽吉尼（Ghajini Dharmatma），黑帮頭目。
- 裡亞茲·汗（英语：Riyaz Khan） 飾演 阿瓊（Arjun）。侦探。

## 外部連結
- 互联网电影数据库（IMDb）上《寶萊塢記憶拼圖》的资料（英文）